# Бернар Шалланд
Бернар Шалланд (нім. Bernard Challandes, нар. 26 липня 1951, Ле-Локль) — швейцарський футболіст, що грав на позиції захисника. По завершенні ігрової кар'єри — тренер. З 2018 року очолює тренерський штаб збірної Косова.

## Ігрова кар'єра
Вихованець нижчолігового клубу «Ле-Локль» з однойменного рідного міста, де і розпочав свою дорослу кар'єру.
1970 року перейшов до клубу другого за рівнем дивізіону «Уранія» (Женева), за який відіграв два сезони, після чого повернувся в «Ле-Локль», де з перервами на оренду грав до 1978 року

## Кар'єра тренера
1978 року став граючим тренером клубу «Сент-Ім'єр», а з 1982 року став очолювати свій рідний «Ле-Локль». 
1985 року вперше став головним тренером команди вищого дивізіону країни, очоливши «Ла-Шо-де-Фон», з яким у сезоні 1986/87 посів останнє місце і вилетів з вищого дивізіону, після чого покинув посаду і очолив клуб другого дивізіону «Івердон Спорт», з яким у сезоні 1992/93 зайняв перше місце і підвищився у класі. Втім в еліті сезону 1993/94 клуб виступив вкрай невдало, ставши останнім, через що Шалланд змушений був покинути і цю команду.
Влітку 1994 року очолив іншу команду вищого дивізіону «Янг Бойз», але вже в березні наступного року через звільнення Ілії Петковича очолив «Серветт», який зумів врятувати від вильоту. Тим не менше на початку нового сезону результати клубу лишались низькими (його команда набрала 13 очок в 14 іграх), через що він був звільнений з посади в жовтні 1995 року.
В подальшому працював у Швейцарській футбольній асоціації, а з 2001 року був тренером молодіжної збірної Швейцарії. Його найбільшим успіхом з цією командою  став домашній півфінал молодіжного чемпіонату Європи 2002 року. На наступному турнірі 2004 року збірна пробилася через кваліфікацію, втім не вийшла з групи.
У 2007 році Бернар Шалланд змінив Люсьєна Фавра на посту головного тренера «Цюриха». Разом з командою у сезоні 2008/09 наставник привів «Цюрих» до перемоги в чемпіонаті Швейцарії, завдяки чому на наступний сезон команда Шалланда отримала право взяти участь у груповому етапі Ліги чемпіонів, в ході якого швейцарський клуб зумів здобути мінімальну перемогу в гостях над італійським «Міланом» (1:0), а також зіграти з ним же вдома внічию 1:1. Втім у чемпіонаті команда виступала невдало, знаходячись поза зоною єврокубків, через що 17 квітня 2010 року Шалланд був звільнений.
Влітку 2011 року очолив «Сьйон», але вже 22 лютого наступного року був звільнений і в кінці сезону очолив «Ксамакс» із завданням виграти фінал Кубка Швейцарії 2010/11, втім його клуб програв саме «Сьйону», після чого Шалланд покинув клуб і з літа 2011 року по листопад 2012 тренував «Тун».
8 квітня 2013 року знову став головним тренером «Янг Бойза», втім зайняв з клубом лише 7-ме місце в чемпіонаті і не кваліфікувався в єврокубки, за що і був звільнений.
28 лютого 2014 року став головним тренером збірної Вірменії, підписавши дворічний контракт перед початком відбору на Євро-2016, після того, як колишній тренер Вардан Мінасян у жовтні 2013 року вирішив не підписувати нову угоду з Футбольною федерацією Вірменії. 27 травня 2014 року він провів свій перший матч, як головний тренер збірної Вірменії в товариській грі проти ОАЕ, вигравши 4:3. Втім у кваліфікаційній кампанії справи йшли невдало і 30 березня 2015 року він подав у відставку після того, як збірна програла 1:2 Албанії і мала лише одне очко у чотирьох матчах відбору, втративши шанси на вихід у фінальну частину. Натомість Бернар повернувся до Швейцарії, де став працювати скаутом у «Базелі».
2 березня 2018 року підписав дворічний контракт зі збірною Косова. 24 березня 2018 року він провів свій перший матч на новій посаді, вигравши в товариському матчі з рахунком 1:0 у Мадагаскара. В тому ж році виграв з командою свою групу Ліги націй УЄФА 2018/19, підвищившись у класі на наступний розіграш турніру.

## Титули і досягнення

### Як тренера
- Чемпіон Швейцарії (1):

«Цюрих»: 2008–09